# Liste der Naturdenkmale in Kottmar

Wappen von Kottmar

Lage von Kottmar

In der Liste der Naturdenkmale in Kottmar werden die Naturdenkmale der Gemeinde Kottmar im Landkreis Görlitz mit ihren Ortsteilen Eibau, Kottmarsdorf, Neueibau, Niedercunnersdorf, Obercunnersdorf, Ottenhain und Walddorf aufgeführt.
Bisher sind lt. Quellen 14 Einzelnaturdenkmale und 10 Flächennaturdenkmale bekannt und hier aufgelistet.
Die Angaben der Liste basieren auf Daten des Geoportals Sachsenatlas und den Daten auf dem Geoportal Landkreis Görlitz.

## Definition
„Naturdenkmäler sind rechtsverbindlich festgesetzte Einzelschöpfungen der Natur oder entsprechende Flächen bis zu fünf Hektar, deren besonderer Schutz erforderlich ist
1. aus wissenschaftlichen, naturgeschichtlichen oder landeskundlichen Gründen oder
2. wegen ihrer Seltenheit, Eigenart oder Schönheit.“

„§ 18 – Naturdenkmäler – (zu § 28 BNatSchG)
(1) Die Erklärung nach § 22 Abs. 1 BNatSchG von Teilen von Natur und Landschaft als Naturdenkmal erfolgt durch Rechtsverordnung oder Einzelanordnung.
(2) Über § 28 Abs. 1 BNatSchG hinaus können Naturdenkmäler zur Sicherung von Lebensgemeinschaften oder Lebensstätten von im Bestand gefährdeten oder streng geschützten Arten festgesetzt werden.“

## Naturdenkmale
Diese Auflistung unterscheidet zwischen Flächennaturdenkmalen (FND) mit einer Fläche bis zu 5 ha (bei Verordnung nach DDR-Recht auch mehr) und Einzel-Naturdenkmalen (ND).
Link zu einem Kartenansichtstool, um Koordinaten zu setzen.
| Bild                          | Bezeichnung                                                    | Lage                                                                                            | Beschreibung | Datum | Nummer |
| ----------------------------- | -------------------------------------------------------------- | ----------------------------------------------------------------------------------------------- | ------------ | ----- | ------ |
| BW                            | Lutherlinde                                                    | Ottenhain, Dorfstraße 12 (51° 3′ 40,7″ N, 14° 41′ 19,2″ O)                                      | ND           |       |        |
| BW                            | Eiche in Obercunnersdorf                                       | Obercunnersdorf, Hintere Dorfstraße 58 (51° 1′ 41,1″ N, 14° 40′ 32,3″ O)                        | ND           |       |        |
| mehr Fotos \| Fotos hochladen | Blutbuche an der Niederen Hauptstraße 35                       | Niedercunnersdorf am Cunnersdorfer Wasser (51° 3′ 18,4″ N, 14° 39′ 25,6″ O)                     | ND           |       |        |
| BW                            | Winter-Linde am Gartenweg 1                                    | Niedercunnersdorf (51° 3′ 32,7″ N, 14° 39′ 31,2″ O)                                             | ND           |       |        |
| BW                            | Stiel-Eiche am Gütelweg                                        | Ottenhain, östlich (51° 3′ 41,2″ N, 14° 41′ 50,3″ O)                                            | ND           |       |        |
| BW                            | Stiel-Eiche am Viebig 6                                        | Niedercunnersdorf (51° 3′ 7″ N, 14° 39′ 40,2″ O)                                                | ND           |       |        |
| BW                            | Bewaldeter Granitfelsen                                        | Niedercunnersdorf, Am Klunsen (51° 3′ 32,8″ N, 14° 39′ 28,5″ O)                                 | ND           |       |        |
| BW                            | 2 Stiel-Eichen an der Hinteren Dorfstraße 2                    | Obercunnersdorf (51° 2′ 21″ N, 14° 40′ 3,5″ O)                                                  | ND           |       |        |
| BW                            | Bernigs Linde                                                  | Obercunnersdorf südlich Freizeitbad (51° 1′ 40,7″ N, 14° 39′ 40,6″ O)                           | ND           |       |        |
| mehr Fotos \| Fotos hochladen | Rot-Buche an der Niederen Hauptstraße 37                       | Niedercunnersdorf (51° 3′ 17,7″ N, 14° 39′ 27,6″ O)                                             | ND           |       |        |
| mehr Fotos \| Fotos hochladen | Stiel-Eiche an der Niederen Hauptstraße 37 (Friedenseiche)     | Niedercunnersdorf am Cunnersdorfer Wasser (51° 3′ 16,9″ N, 14° 39′ 26,8″ O)                     | ND           |       |        |
| Fotos hochladen               | Rot-Buche an der Hauptstraße 84                                | Obercunnersdorf (51° 1′ 55,4″ N, 14° 40′ 15,8″ O)                                               | ND           |       |        |
| BW                            | Stiel-Eiche an der Herrmann-Penther-Gasse 1                    | Niedercunnersdorf (51° 3′ 21,5″ N, 14° 39′ 19,4″ O)                                             | ND           |       |        |
| BW                            | Hartmanns Busch-Flurholz (nordwestlich der Milchviehanlage)    | Obercunnersdorf (51° 1′ 18,5″ N, 14° 40′ 50,5″ O)                                               | FND (0,1 ha) |       |        |
| BW                            | Wiese an der Bahnstrecke Obercunnersdorf–Herrnhut              | Obercunnersdorf (51° 2′ 10,7″ N, 14° 40′ 45,7″ O)                                               | FND (0,1 ha) |       |        |
| BW                            | Peukerts Busch-Flurholz an der Grenze zum Ruppersdorfer Wald   | Obercunnersdorf, südöstlich (51° 0′ 56,4″ N, 14° 41′ 36,2″ O)                                   | FND (0,6 ha) |       |        |
| BW                            | Mehlhoses Busch-Flurholz oberhalb der Milchviehanlage          | Obercunnersdorf neben Ruppersdorfer Straße (51° 0′ 57,1″ N, 14° 40′ 45,3″ O)                    | FND (1 ha)   |       |        |
| BW                            | Seerosen-Teichgebiet am Kottmar                                | Walddorf, nördlich (51° 0′ 20,9″ N, 14° 37′ 50,4″ O)                                            | FND (0,5 ha) |       |        |
| BW                            | Südhang des Hänschberges                                       | Walddorf, nordöstlich (51° 0′ 1,2″ N, 14° 39′ 31,7″ O)                                          | FND (2,9 ha) |       |        |
| mehr Fotos \| Fotos hochladen | Waldquelle der Spree am Kottmar                                | Walddorf, nördlich am Wolfsgrubenweg (51° 0′ 34,8″ N, 14° 38′ 59,8″ O)                          | FND (0,9 ha) |       |        |
| mehr Fotos \| Fotos hochladen | Hercynischer Bergmischwald auf Phonolith (bei der Spreequelle) | Walddorf, nördlich am Wolfsgrubenweg (51° 0′ 28,7″ N, 14° 38′ 51,9″ O)                          | FND (1,6 ha) |       |        |
| BW                            | Feuchtgehölz an der Bahnlinie – Flurgehölz mit Laichplatz      | Obercunnersdorf nördlich Bahnstrecke Obercunnersdorf–Herrnhut (51° 2′ 14,3″ N, 14° 40′ 36,8″ O) | FND (0,8 ha) |       |        |
| BW                            | Nockes Busch-Flurholz westlich der Milchviehanlage             | Obercunnersdorf neben Ruppersdorfer Straße (51° 1′ 11,6″ N, 14° 40′ 45″ O)                      | FND (0,2 ha) |       |        |

## Ehemalige Naturdenkmale
Link zu einem Kartenansichtstool, um Koordinaten zu setzen.
| Bild | Bezeichnung               | Lage                                                              | Beschreibung                                                                       | Datum     | Nummer |
| ---- | ------------------------- | ----------------------------------------------------------------- | ---------------------------------------------------------------------------------- | --------- | ------ |
| BW   | Stiel-Eiche am Kirchteich | Walddorf, Martin-Luther-Straße (50° 59′ 52,9″ N, 14° 38′ 18,7″ O) | ND aufgehoben, da bereits nach § 2 des Sächsischen Denkmalschutzgesetzes geschützt | 2000–2020 |        |